# Stora Levene
Stora Levene is een plaats in de gemeente Vara in het landschap Västergötland en de provincie Västra Götalands län in Zweden. De plaats heeft 802 inwoners (2005) en een oppervlakte van 101 hectare.

## Verkeer en vervoer
Bij de plaats lopen de Riksväg 47 en Länsväg 187.
De plaats heeft een station op de spoorlijnen Håkantorp - Lidköping en Göteborg - Gårdsjö / Gullspång.